# Гермсдорф (Саксонія)
Гермсдорф (нім. Hermsdorf) — громада в Німеччині, розташована в землі Саксонія. Входить до складу району Саксонська Швейцарія — Східні Рудні Гори. Складова частина об'єднання громад Альтенберг.
Площа — 20,14 км2. Населення становить 765 ос. (станом на 31 грудня 2020).

## Галерея

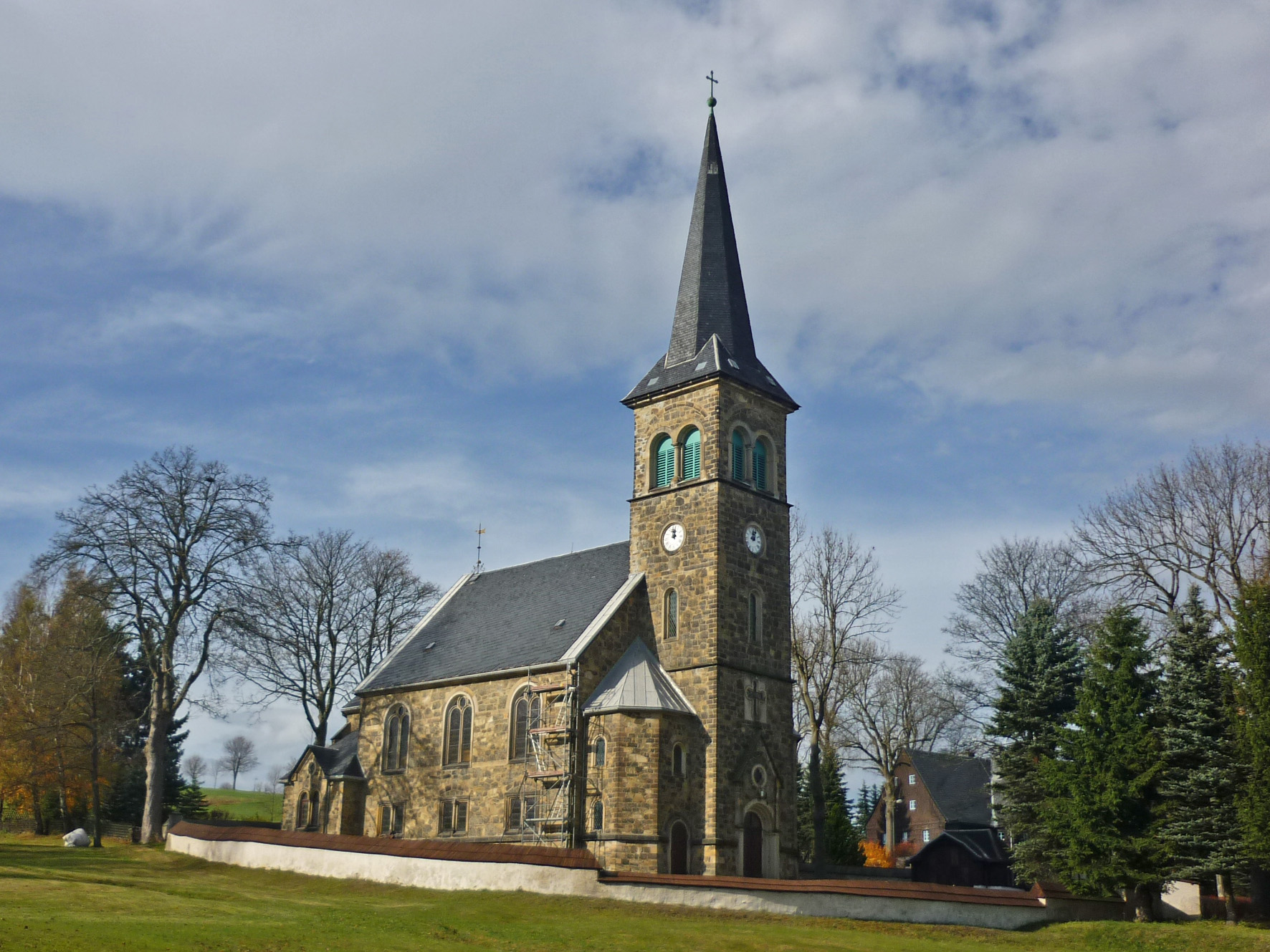
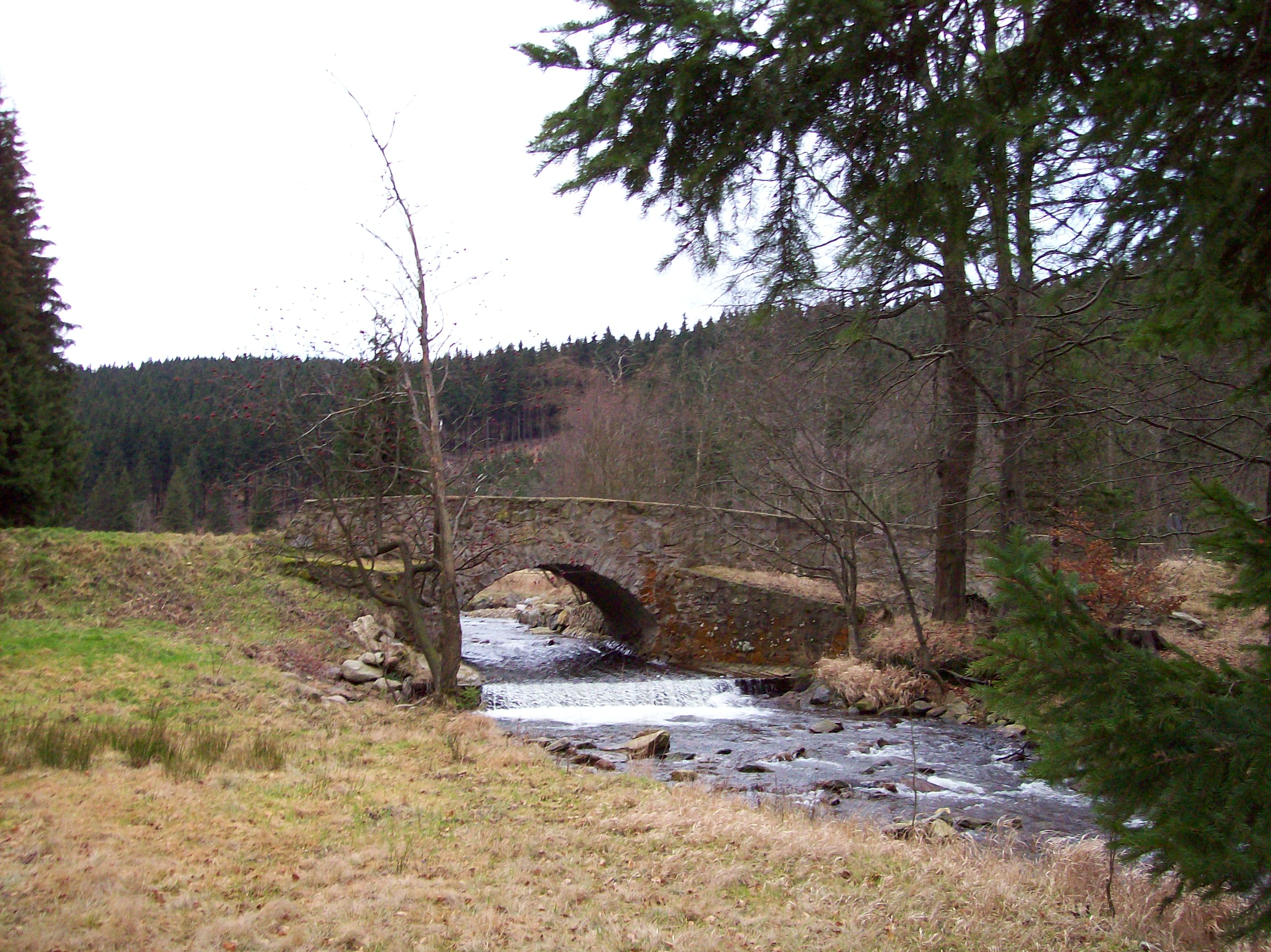
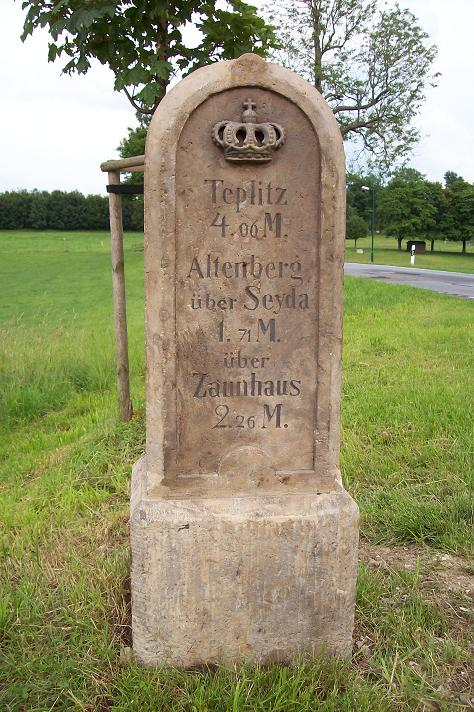